# 奔牛镇
奔牛镇，是中华人民共和国江苏省常州市新北区下辖的一个乡镇级行政单位。

## 行政区划
奔牛镇下辖以下地区：
奔牛中街社区、奔牛金牛社区、奔牛奔南社区、奔牛五兴苑社区、东桥村、何家塘村、南观村、新市村、五兴村、陈巷村、奔牛村、贺家村、顾庄村、祁家村、金联村和九里村。